# جمعية العزم والسعادة الاجتماعية
جمعية العزم والسعادة الاجتماعية هي جمعية الرعاية والتنمية الاجتماعية اللبنانية تاسست سنة 1988، التي حملت الترخيص رقم 96\أ.د بتاريخ 6 أبريل نيسان 1988 والصادر عن وزارة الداخلية.

## التأسيس
أسس الشقيقان طه ميقاتي ونجيب ميقاتي جمعية تختصر رؤيتهما للبنان المؤسسات وأطلقا عليها اسم «جمعية العزم والسعادة الاجتماعية» تيمنا بوالديهما: الحاج عزمي ميقاتي والحاجة سعاد غندور.
انطلقت لتشكل نموذجا جديدا ومشرقا عن العمل المؤسساتي الهادف لخدمة الإنسان بصرف النظر عن الانتماءات المذهبية والطائفية والحزبية الضيقة التي كانت تسيطر على الذهنية العامة في البلاد.
إن الجمعية تحمل أكبر وأوسع وأسمى نطاق عمل ممكن أن تحمله الجمعيات والمؤسسات أو حتى الدول وهو بشكل مختصر وواف «الإنسان»، من التعليم إلى الرعاية الصحية والاجتماعية فالتوعية ونشر الثقافة وصولا إلى الأعمال التنموية والإنمائية، وذلك طبعا وفق عمل دؤوب لإزالة الآثار التي خلفتها الحرب على لبنان شكلا ومضمونا.

## القيم العليا
جمعية العزم والسعادة الاجتماعية تتبنى مجموعة من القيم العليا:
-	الصدق
-	التعاون
-	صون كرامة الإنسان
-	احترام حقوق الإنسان

## الهدف العام
الهدف الرئيسي الذي يفسر جوهر عملها وهو:
تحيق رفاه الإنسان عبر الرعاية والتنمية الاجتماعية
لتعمل الجمعية وفق شعار: إتقان العمل المؤسساتي بعزم أكثر لسعادة أوفر

## نشاط الجمعية
وزع العمل في الجمعية على قطاعات متخصصة تضم كل منها مجموعة من الأخصائيين في المجالات المختلفة على الشكل التالي:

### القطاع التربوي[5]
- دائرة الدعم التربوي
  - الدعم المدرسي والتسرب المدرسي، قسم الألفبائية
  - مركز العزم للتطوّر العلمي والمعلوماتية

- الدائرة المهنية
  - مركز العزم لتأهيل المكفوفين
  - مدرسة العزم للفنون والحرف،
  - حرفنا

- الدائرة التعليمية
  - دائرة القروض التعليمية
  - مساهمات في عدد من الجامعات

### القطاع الاجتماعي
- قسم المسح والتقيم الاجتماعي

- قسم التنمية الاجتماعية

- قسم التقديمات الاجتماعية: موائد العزم الخيرية، مساعدات عينية، دعم دور الأيتام، كسوة الأيتام، الموائد رماضانية

- عائلات العزم المنتجة: دورات التدريب

- المشغل

### القطاع الديني[6]
- • شؤون المساجد
- • الانشطة المسجدية
- • المحاضرات والمطبوعات
- • ورش عمل
- • رماضانية

### القطاع الصحي
- المستوصفات والمراكز	
  - الثابتة: مركز باب الرمل الصحي،	مستوصف التبانة الصحي،	مستوصف المنكوبين الصحي، مستوصف أبي سمراء التخصصي للأطفال ومركز لتخطيط المع والتوازن
  - الجوالة: المستوصف الجوال في منطقة عكار والضنية، الصيدلية المركزية، قسم الاستشفاء الخارجي
- جناح التوعية والتوجيه الصحي	 1)	الطب المدرسي التخصصي: عيون، الأسنان، تخطيط سمع 2)	حملات توعية وتوجيه صحي: محاضرات، 	منشورات، 	بروشير، 	نشرة فصلية
- دار السعادة الاستشفائية المتخصصة بأمراض السرطان

### منتديات العزم
موظفي المصارف، المنتدى الاجتماعي، منتدى المحامين، المنتدى الصحي، 	منتدى المهندسين

## وصلات خارجية
«جمعية العزم والسعادة الاجتماعية – الموقع الرسمي»
«نشاط موسيقي عالمي متعدد الجنسيات في مركز العزم الثقافي»